# Tiger Stadium (Détroit)
Pour les articles homonymes, voir Tiger Stadium.
Le Tiger Stadium (auparavant Navin Field, Briggs Stadium puis surnommé The Corner) était un stade de baseball situé dans le quartier historique de Corktown à Détroit, au Michigan.
Il fut le domicile des Tigers de Detroit de la MLB pendant presque un siècle avant leur déplacement dans le nouveau Comerica Park en 2000. Les Lions de Détroit de la NFL y furent aussi locataires entre 1938 et 1974. Le stade fut déclaré State of Michigan Historic Site (Site historique de l'État du Michigan) en 1975 et est classé au titre du Registre national des lieux historiques depuis 1989 mais, il fut démoli en 2009. Le Tiger Stadium est parfois surnommé "The Corner" à cause de son emplacement à l'intersection de Michigan Avenue et Trumbull Boulevard. Sa capacité était de 52 416 places.

## Histoire

### Bennet Park
En 1895, le propriétaire des Tigers, George Vanderbeck, a fait construire un nouveau stade de baseball au coin des avenues du Michigan et de Trumbull, le Bennett Park. Le stade avait une capacité de 5 000 places rassemblés dans une tribune en bois et il fut inauguré en 1896. Son nom provient du joueur Charlie Bennett.

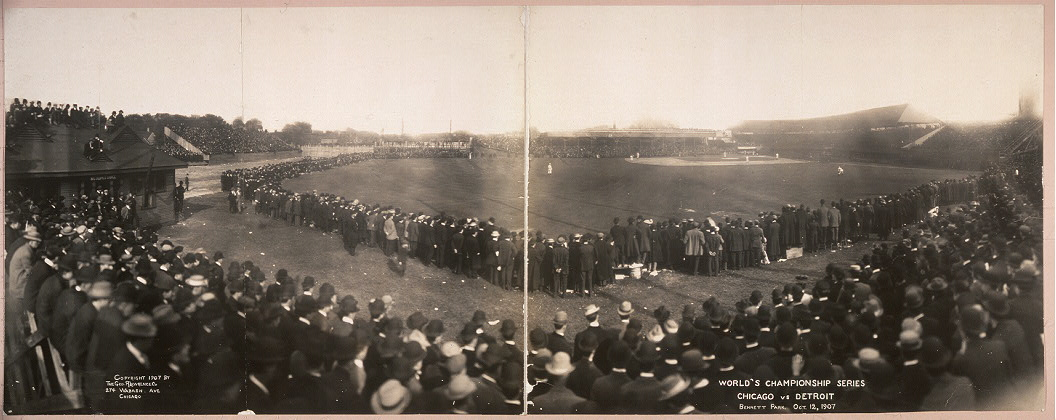
Bennet Park (1907)

### XXesiècle
En 1911, le nouveau propriétaire des Tigers, Frank Navin, a ordonné l'éréction d'un nouveau stade en acier et en béton de 23 000 places sur le site du Bennett Park et ses 5 000 places. Le 20 avril 1912, Navin Field est ouvert en même temps que le Fenway Park de Boston.
Entre 1967 et 1968, le club de soccer des Detroit Cougars partagent leurs matchs à domicile entre le Tiger Stadium et l'University of Detroit Stadium.
En 1993, $8 millions USD dans les rénovations ont été achevés au Tiger Stadium, y compris la construction d'une aire de restauration appelée Tiger Plaza.
En 1996, le groupe de rock kiss y joue pour le premier concert de son "réunion tour", vendant les 38000 places en seulement 45 minutes. 
Le 27 septembre 1999, la dernière partie des Tigers de Detroit a eu lieu au stade, une victoire 8-2 sur les Royals de Kansas City, plafonné par un Grand Chelem de baseball de Robert Fick.

## Événements
- World Series, 1934, 1935, 1940, 1945, 1968 et 1984
- Match des étoiles de la Ligue majeure de baseball, 1941, 1951 et 1971
- Premier concert du reunion tour de KISS le 28 juin 1996

## Dimensions
- Left Field (Champ gauche) - 340 pieds (104 mètres)
- Left-Center - 365 ft (111 m)
- Center Field (Champ central) - 440 ft (134 m)
- Right-Center - 370 ft (113 m)
- Right Field (Champ droit) - 325 ft (99 m)
- Backstop - 66 ft (20 m)

## Galerie

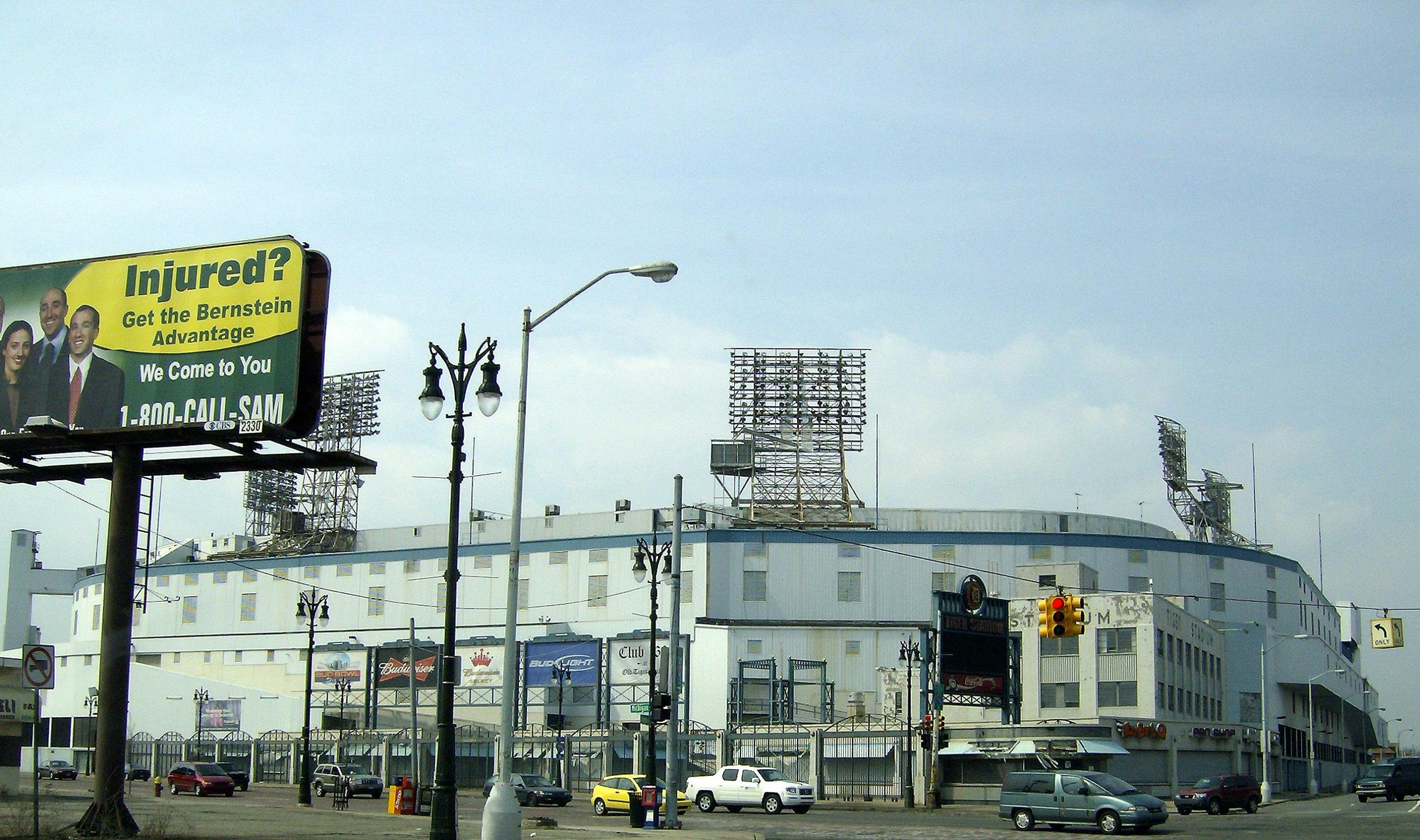
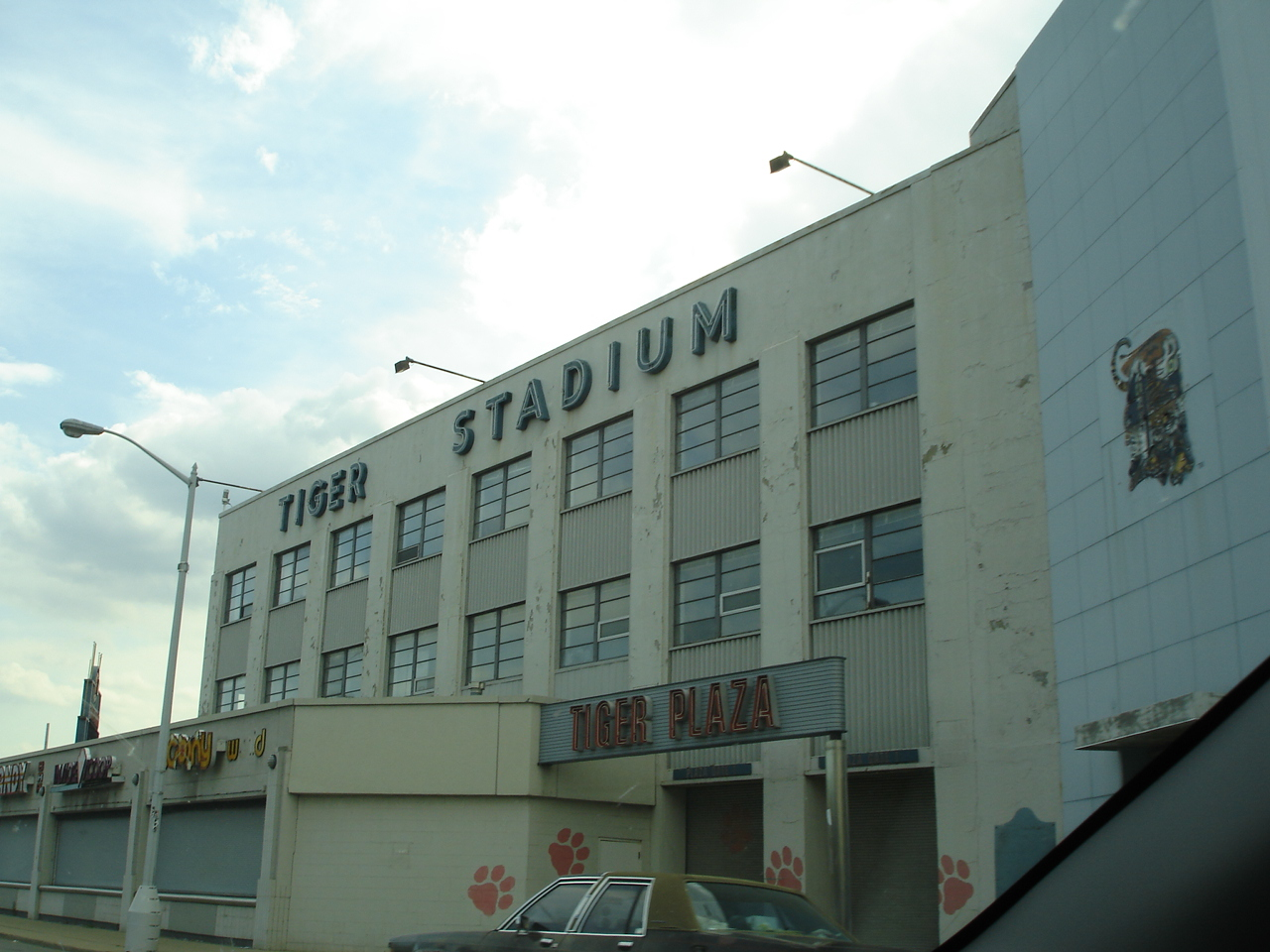
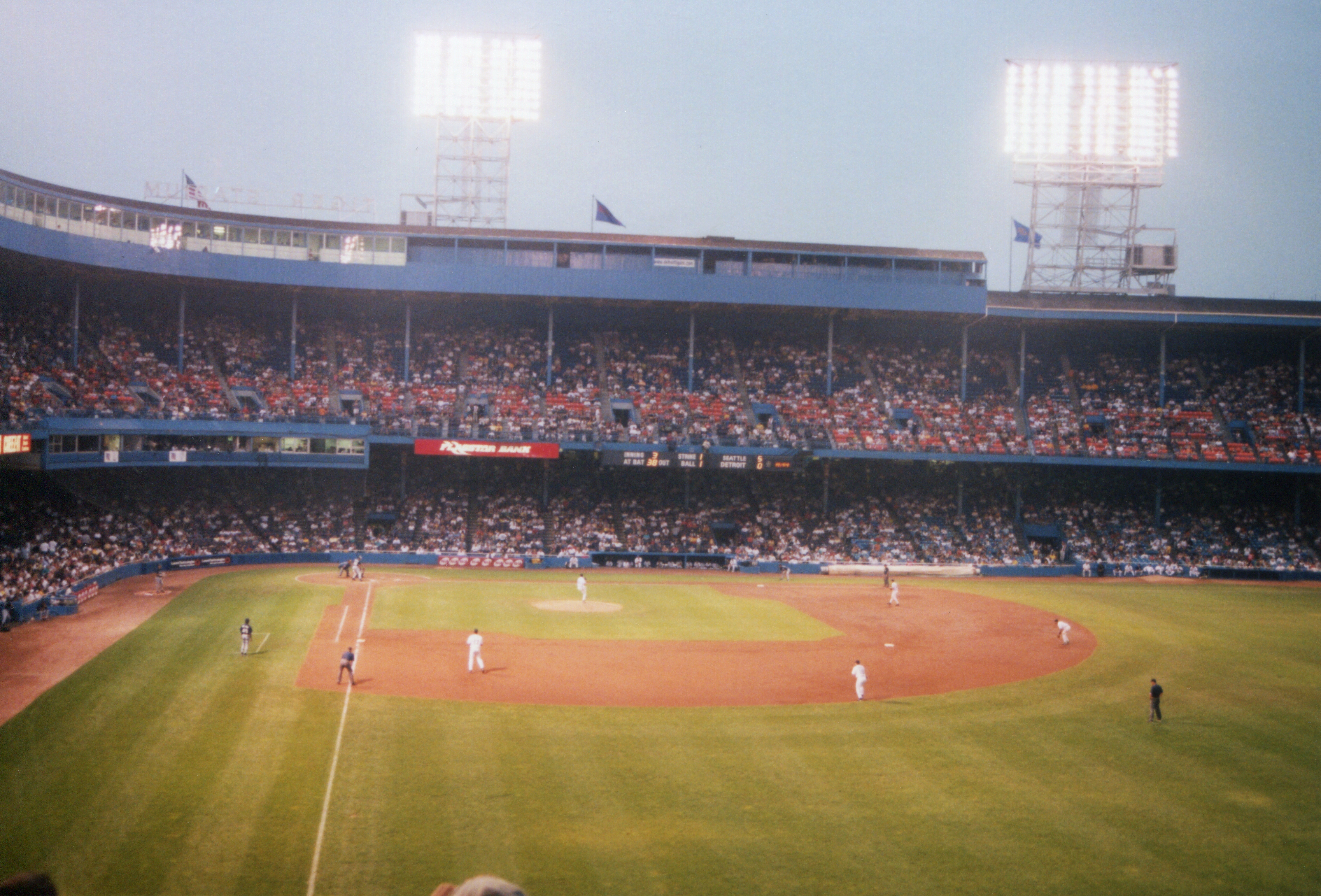
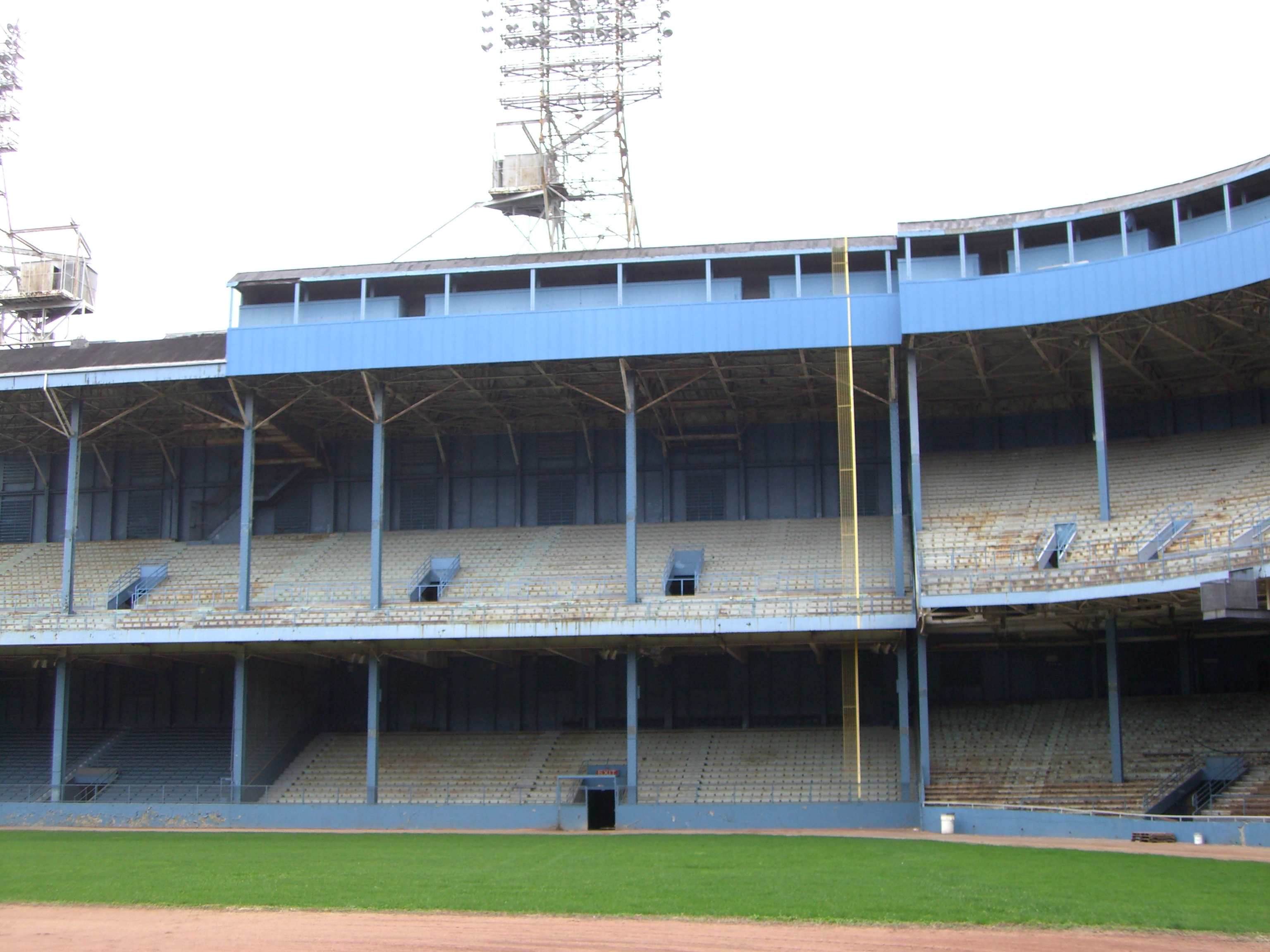